# ФК «Спартак-2» Москва в сезоне 2018/2019
Сезон 2018/2019 годов стал для футбольного клуба «Спартак-2» (Москва) 15-м в его истории.

## Состав команды
| №  |               | Поз. | Имя                  | Год рождения |
| -- | ------------- | ---- | -------------------- | ------------ |
| 30 | Флаг России   | Вр   | Данила Ермаков       | 1998         |
| 31 | Флаг России   | Вр   | Антон Шитов          | 2000         |
| 48 | Флаг России   | Вр   | Даниил Ярусов        | 2001         |
| 86 | Флаг России   | Вр   | Артём Поплевченков   | 2000         |
| 91 | Флаг России   | Вр   | Даниил Марков        | 2001         |
| 95 | Флаг России   | Вр   | Владислав Терёшкин   | 1995         |
| 98 | Флаг России   | Вр   | Александр Максименко | 1998         |
|    |               |      |                      |              |
| 34 | Флаг России   | Защ  | Тургай Мохбалиев     | 2000         |
| 35 | Флаг России   | Защ  | Леонид Миронов       | 1998         |
| 36 | Флаг России   | Защ  | Артём Воропаев       | 1999         |
| 39 | Флаг России   | Защ  | Павел Маслов         | 2000         |
| 46 | Флаг России   | Защ  | Артём Мамин          | 1997         |
| 53 | Флаг России   | Защ  | Артём Горбулин       | 1999         |
| 56 | Флаг России   | Защ  | Илья Гапонов         | 1997         |
| 59 | Флаг Камеруна | Защ  | Аудрей Зепатта       | 1999         |
| 63 | Флаг России   | Защ  | Даниил Петрунин      | 1999         |
| 67 | Флаг России   | Защ  | Максим Сазонов       | 2000         |
| 68 | Флаг России   | Защ  | Руслан Литвинов      | 2001         |
| 92 | Флаг России   | Защ  | Николай Рассказов    | 1998         |
| 93 | Флаг России   | Защ  | Никита Моргунов      | 2001         |
| 96 | Флаг России   | Защ  | Максим Актисов       | 2000         |
|    |               |      |                      |              |
| 4  | Флаг России   | ПЗ   | Николай Тюнин        | 1987         |
| 13 | Флаг России   | ПЗ   | Егор Рудковский      | 1996         |

| №  |               | Поз. | Имя                  | Год рождения |
| -- | ------------- | ---- | -------------------- | ------------ |
| 15 | Флаг России   | ПЗ   | Максим Глушенков     | 1999         |
| 22 | Флаг России   | ПЗ   | Михаил Игнатов       | 2000         |
| 27 | Флаг России   | ПЗ   | Александр Ломовицкий | 1998         |
| 42 | Флаг России   | ПЗ   | Владислав Васильев   | 1999         |
| 43 | Флаг России   | ПЗ   | Пётр Володкин        | 1999         |
| 54 | Флаг России   | ПЗ   | Наиль Умяров         | 2000         |
| 70 | Флаг России   | ПЗ   | Иван Репях           | 2001         |
| 74 | Флаг России   | ПЗ   | Дмитрий Маркитесов   | 2001         |
| 75 | Флаг России   | ПЗ   | Фаниль Сунгатулин    | 2001         |
| 76 | Флаг России   | ПЗ   | Максим Калачевский   | 1999         |
| 80 | Флаг России   | ПЗ   | Никита Бакалюк       | 2001         |
| 82 | Флаг России   | ПЗ   | Илья Мазуров         | 1999         |
| 87 | Флаг России   | ПЗ   | Солтмурад Бакаев     | 1999         |
| 89 | Флаг России   | ПЗ   | Дмитрий Митрога      | 2000         |
| 90 | Флаг России   | ПЗ   | Кирилл Фольмер       | 2000         |
| 97 | Флаг России   | ПЗ   | Данил Полубояринов   | 1997         |
|    |               |      |                      |              |
| 28 | Флаг Сенегала | Нап  | Тиерно Тиуб          | 1998         |
| 37 | Флаг России   | Нап  | Георгий Мелкадзе     | 1997         |
| 61 | Флаг России   | Нап  | Данила Прошляков     | 2000         |
| 66 | Флаг Либерии  | Нап  | Сильванус Нимели     | 1998         |
| 79 | Флаг России   | Нап  | Александр Руденко    | 1999         |
| 81 | Флаг России   | Нап  | Даниил Лопатин       | 2000         |

## Тренерский штаб
- Виктор Булатов — главный тренер
- Владимир Волчек — ассистент главного тренера
- Ринат Дасаев — тренер вратарей (до 28 декабря 2018)
- Владимир Пчельников — тренер вратарей (с 12 января 2019)
- Александр Зайченко — тренер по физической подготовке

## Административный штаб
- Сергей Гуменный — начальник команды
- Никита Самохин — администратор

## Медицинский штаб
- Владислав Корницкий —  врач
- Алексей Александров — физиотерапевт
- Виталий Прокофьев — массажист
- Юрий Тюнин — массажист

## Трансферы

### Пришли в клуб
| # | №  | Позиция | Игрок            | Откуда    | Сумма           | Дата          | Ссылка |
| - | -- | ------- | ---------------- | --------- | --------------- | ------------- | ------ |
| 1 | 39 | Защ     | Павел Маслов     | Тюмень    | € 70,000        | 13 июня 2018  | [ 2 ]  |
| 2 | 56 | Защ     | Илья Гапонов     | Строгино  | свободный агент | 16 июня 2018  | [ 3 ]  |
| 3 | 15 | ПЗ      | Максим Глушенков | Чертаново | € 300,000       | 4 января 2019 | [ 5 ]  |
| 4 | 54 | ПЗ      | Наиль Умяров     | Чертаново | € 300,000       | 4 января 2019 | [ 7 ]  |

### Ушли из клуба
| # | №  | Позиция | Игрок               | Куда            | Сумма           | Дата            | Ссылка        |
| - | -- | ------- | ------------------- | --------------- | --------------- | --------------- | ------------- |
| 1 | 83 | ПЗ      | Владислав Пантелеев | Рубин           | € 340,000       | 27 декабря 2018 | [ 9 ]         |
| 2 | 69 | Нап     | Денис Давыдов       | Нижний Новгород | свободный агент | 19 февраля 2019 | [ 10 ] [ 11 ] |
| 3 | 44 | Защ     | Александр Лихачёв   | Тюмень          | свободный агент | 20 февраля 2019 | [ 12 ] [ 13 ] |

### Ушли в аренду
| # | №  | Позиция | Игрок         | Куда             | Сумма     | Начало       | Конец           | Ссылка        |
| - | -- | ------- | ------------- | ---------------- | --------- | ------------ | --------------- | ------------- |
| 1 | 69 | Нап     | Денис Давыдов | Спартак (Юрмала) | Бесплатно | 19 июня 2018 | 31 декабря 2018 | [ 14 ]        |
| 2 | 49 | Нап     | Идриса Самбу  | Мускрон          | Бесплатно | 29 июня 2018 | 30 июня 2019    | [ 15 ] [ 16 ] |

## Статистика сезона

### Игры и голы
В статистику включены только официальные матчи.
| №.                                                             | Нац.            | Позиция | Игрок                | Всего   | Всего   | Первенство ФНЛ | Первенство ФНЛ |         |         |         |         |         |         |
| №.                                                             | Нац.            | Позиция | Игрок                | Игры    | Голы    | Игры           | Голы           |         |         |         |         |         |         |
| Вратари                                                        | Вратари         | Вратари | Вратари              | Вратари | Вратари | Вратари        | Вратари        | Вратари | Вратари | Вратари | Вратари | Вратари | Вратари |
| -------------------------------------------------------------- | --------------- | ------- | -------------------- | ------- | ------- | -------------- | -------------- | ------- | ------- | ------- | ------- | ------- | ------- |
| 30                                                             | Флаг России     | Вр      | Данила Ермаков       | 3       | -2      | 3              | -2             |         |         |         |         |         |         |
| 31                                                             | Флаг России     | Вр      | Антон Шитов          | 8       | -10     | 8              | -10            |         |         |         |         |         |         |
| 95                                                             | Флаг России     | Вр      | Владислав Терёшкин   | 28      | -35     | 28             | -35            |         |         |         |         |         |         |
| Защитники                                                      |                 |         |                      |         |         |                |                |         |         |         |         |         |         |
| 35                                                             | Флаг России     | Защ     | Леонид Миронов       | 9       | 0       | 9              | 0              |         |         |         |         |         |         |
| 36                                                             | Флаг России     | Защ     | Артём Воропаев       | 35      | 0       | 35             | 0              |         |         |         |         |         |         |
| 39                                                             | Флаг России     | Защ     | Павел Маслов         | 28      | 1       | 28             | 1              |         |         |         |         |         |         |
| 46                                                             | Флаг России     | Защ     | Артём Мамин          | 23      | 1       | 23             | 1              |         |         |         |         |         |         |
| 56                                                             | Флаг России     | Защ     | Илья Гапонов         | 27      | 2       | 27             | 2              |         |         |         |         |         |         |
| 63                                                             | Флаг России     | Защ     | Даниил Петрунин      | 13      | 0       | 13             | 0              |         |         |         |         |         |         |
| 67                                                             | Флаг России     | Защ     | Максим Сазонов       | 7       | 0       | 7              | 0              |         |         |         |         |         |         |
| 92                                                             | Флаг России     | Защ     | Николай Рассказов    | 2       | 0       | 2              | 0              |         |         |         |         |         |         |
| 96                                                             | Флаг России     | Защ     | Максим Актисов       | 5       | 0       | 5              | 0              |         |         |         |         |         |         |
| Полузащитники                                                  |                 |         |                      |         |         |                |                |         |         |         |         |         |         |
| 4                                                              | Флаг России     | ПЗ      | Николай Тюнин        | 28      | 1       | 28             | 1              |         |         |         |         |         |         |
| 13                                                             | Флаг России     | ПЗ      | Егор Рудковский      | 29      | 2       | 29             | 2              |         |         |         |         |         |         |
| 15                                                             | Флаг России     | ПЗ      | Максим Глушенков     | 2       | 1       | 2              | 1              |         |         |         |         |         |         |
| 22                                                             | Флаг России     | ПЗ      | Михаил Игнатов       | 7       | 0       | 7              | 0              |         |         |         |         |         |         |
| 27                                                             | Флаг России     | ПЗ      | Александр Ломовицкий | 2       | 0       | 2              | 0              |         |         |         |         |         |         |
| 42                                                             | Флаг России     | ПЗ      | Владислав Васильев   | 10      | 0       | 10             | 0              |         |         |         |         |         |         |
| 43                                                             | Флаг России     | ПЗ      | Пётр Володкин        | 3       | 0       | 3              | 0              |         |         |         |         |         |         |
| 45                                                             | Флаг России     | ПЗ      | Сергей Ерёменко      | 7       | 0       | 7              | 0              |         |         |         |         |         |         |
| 54                                                             | Флаг России     | ПЗ      | Наиль Умяров         | 1       | 0       | 1              | 0              |         |         |         |         |         |         |
| 70                                                             | Флаг России     | ПЗ      | Иван Репях           | 1       | 0       | 1              | 0              |         |         |         |         |         |         |
| 74                                                             | Флаг России     | ПЗ      | Дмитрий Маркитесов   | 6       | 0       | 6              | 0              |         |         |         |         |         |         |
| 75                                                             | Флаг России     | ПЗ      | Фаниль Сунгатулин    | 1       | 0       | 1              | 0              |         |         |         |         |         |         |
| 80                                                             | Флаг России     | ПЗ      | Никита Бакалюк       | 16      | 0       | 16             | 0              |         |         |         |         |         |         |
| 82                                                             | Флаг России     | ПЗ      | Илья Мазуров         | 9       | 0       | 9              | 0              |         |         |         |         |         |         |
| 87                                                             | Флаг России     | ПЗ      | Солтмурад Бакаев     | 37      | 5       | 37             | 5              |         |         |         |         |         |         |
| 89                                                             | Флаг России     | ПЗ      | Дмитрий Митрога      | 1       | 0       | 1              | 0              |         |         |         |         |         |         |
| 90                                                             | Флаг России     | ПЗ      | Кирилл Фольмер       | 12      | 2       | 12             | 2              |         |         |         |         |         |         |
| 97                                                             | Флаг России     | ПЗ      | Даниил Полубояринов  | 33      | 0       | 33             | 0              |         |         |         |         |         |         |
| Нападающие                                                     |                 |         |                      |         |         |                |                |         |         |         |         |         |         |
| 28                                                             | Флаг Португалии | Нап     | Тиерно Тиуб          | 11      | 2       | 11             | 2              |         |         |         |         |         |         |
| 37                                                             | Флаг России     | Нап     | Георгий Мелкадзе     | 13      | 2       | 13             | 2              |         |         |         |         |         |         |
| 61                                                             | Флаг России     | Нап     | Данила Прошляков     | 7       | 0       | 7              | 0              |         |         |         |         |         |         |
| 66                                                             | Флаг России     | Нап     | Сильванус Нимели     | 29      | 8       | 29             | 8              |         |         |         |         |         |         |
| 79                                                             | Флаг России     | Нап     | Александр Руденко    | 35      | 8       | 35             | 8              |         |         |         |         |         |         |
| 81                                                             | Флаг России     | ПЗ      | Даниил Лопатин       | 7       | 0       | 7              | 0              |         |         |         |         |         |         |
| Игроки покинувшие команду или ушедшие в аренду по ходу сезона: |                 |         |                      |         |         |                |                |         |         |         |         |         |         |
| 18                                                             | Флаг России     | Нап     | Зелимхан Бакаев      | 1       | 0       | 1              | 0              |         |         |         |         |         |         |
| 83                                                             | Флаг России     | ПЗ      | Владислав Пантелеев  | 20      | 10      | 20             | 10             |         |         |         |         |         |         |
| 93                                                             | Флаг России     | Защ     | Александр Лихачёв    | 12      | 0       | 12             | 0              |         |         |         |         |         |         |

### Бомбардиры
Включает в себя все официальные игры. Список отсортирован по итоговому результату.
| Позиция      | Национальность | Номер | Игрок               | Первенство ФНЛ |
| ------------ | -------------- | ----- | ------------------- | -------------- |
| Полузащитник | Россия         | 83    | Владислав Пантелеев | 10             |
| Нападающий   | Либерия        | 66    | Сильванус Нимели    | 8              |
| Нападающий   | Россия         | 79    | Александр Руденко   | 8              |
| Полузащитник | Россия         | 17    | Солтмурад Бакаев    | 5              |
| Полузащитник | Россия         | 13    | Егор Рудковский     | 2              |
| Нападающий   | Сенегал        | 28    | Тиерно Тиуб         | 2              |
| Нападающий   | Россия         | 37    | Георгий Мелкадзе    | 2              |
| Защитник     | Россия         | 56    | Илья Гапонов        | 2              |
| Полузащитник | Россия         | 90    | Кирилл Фольмер      | 2              |
| Полузащитник | Россия         | 4     | Николай Тюнин       | 1              |
| Полузащитник | Россия         | 15    | Максим Глушенков    | 5              |
| Защитник     | Россия         | 39    | Павел Маслов        | 1              |
| Защитник     | Россия         | 46    | Артём Мамин         | 1              |
| Всего        | Всего          | Всего | Всего               | 45             |

### Голевые передачи
Включает в себя все официальные игры. Список отсортирован по итоговому результату.
| Позиция      | Национальность | Номер | Игрок               | Первенство ФНЛ |
| ------------ | -------------- | ----- | ------------------- | -------------- |
| Полузащитник | Россия         | 83    | Владислав Пантелеев | 7              |
| Полузащитник | Россия         | 87    | Солтмурад Бакаев    | 5              |
| Нападающий   | Либерия        | 66    | Сильванус Нимели    | 4              |
| Нападающий   | Россия         | 37    | Георгий Мелкадзе    | 3              |
| Полузащитник | Россия         | 74    | Дмитрий Маркитесов  | 2              |
| Нападающий   | Россия         | 79    | Александр Руденко   | 2              |
| Полузащитник | Россия         | 97    | Даниил Полубояринов | 2              |
| Полузащитник | Россия         | 13    | Егор Рудковский     | 1              |
| Нападающий   | Сенегал        | 28    | Тиерно Тиуб         | 1              |
| Защитник     | Россия         | 39    | Павел Маслов        | 1              |
| Защитник     | Россия         | 92    | Николай Рассказов   | 1              |
| Всего        | Всего          | Всего | Всего               | 29             |

### «Сухие» матчи
Включает в себя все официальные игры. Список отсортирован по итоговому результату.
| Позиция | Национальность | Номер | Игрок              | Первенство ФНЛ |
| ------- | -------------- | ----- | ------------------ | -------------- |
| Вратарь | Россия         | 95    | Владислав Терёшкин | 10             |
| Вратарь | Россия         | 30    | Данила Ермаков     | 1              |
| Вратарь | Россия         | 31    | Антон Шитов        | 1              |
| Всего   | Всего          | Всего | Всего              | 12             |

### Пенальти
В статистику включены только официальные матчи.
| Позиция      | Национальность | Номер | Игрок               | Дата             | Соревнование | Соперник      | Статус                  |
| ------------ | -------------- | ----- | ------------------- | ---------------- | ------------ | ------------- | ----------------------- |
| Полузащитник | Россия         | 83    | Владислав Пантелеев | 17 июля 2018     | 1-й тур ФНЛ  | Сочи          | Реализован              |
| Полузащитник | Россия         | 83    | Владислав Пантелеев | 23 сентября 2018 | 13-й тур ФНЛ | СКА-Хабаровск | Реализован              |
| Полузащитник | Россия         | 83    | Владислав Пантелеев | 28 октября 2018  | 19-й тур ФНЛ | Томь          | Реализован              |
| Нападающий   | Россия         | 79    | Александр Руденко   | 13 апреля 2019   | 31-й тур ФНЛ | СКА-Хабаровск | Не реализован (вратарь) |
| Защитник     | Россия         | 39    | Павел Маслов        | 4 мая 2019       | 35-й тур ФНЛ | Чертаново     | Не реализован (вратарь) |

### Общая статистика
В данной таблице не учитываются результаты товарищеских матчей.
| Сыграно матчей                        | 38                                                        |
| Победы                                | 12                                                        |
| Ничьи                                 | 10                                                        |
| Поражения                             | 16                                                        |
| Забито мячей                          | 45 (1,18 за игру)                                         |
| Пропущено мячей                       | 47 (1,23 за игру)                                         |
| Разница мячей                         | -2                                                        |
| Матчей на ноль                        | 12                                                        |
| Жёлтых карточек                       | 83 (2,18 за игру)                                         |
| Удаления                              | 4 (0,10 за игру)                                          |
| Худшая дисциплина                     | Сильванус Нимели: — 9; — 1; — 0                           |
| Лучший счёт                           | 4:0 (Д) против «Мордовии» — ФНЛ, 32-й тур, 20 апреля 2019 |
| Худший счёт                           | 1:4 (Д) против «Шинника» — ФНЛ, 23-й тур, 18 ноября 2018  |
| Наибольшее число матчей без поражений | 5 (ФНЛ — 5-9 туры)                                        |
| Наибольшее число поражений            | 3 (ФНЛ — 35-37 туры)                                      |
| Лучший бомбардир                      | Владислав Пантелеев (10 мячей)                            |
| Лучший ассистент                      | Владислав Пантелеев (7 передач)                           |
| Гол + Пас                             | Владислав Пантелеев (10+7)                                |
| Наибольшее число матчей               | Солтмурад Бакаев (37 матчей)                              |

## Соревнования
| Соревнование   | Первый матч       | Последний матч   | Раунд-начало | Итог выступления | Статистика выступлений | Статистика выступлений | Статистика выступлений | Статистика выступлений | Статистика выступлений | Статистика выступлений | Статистика выступлений | Статистика выступлений | Ссылка |
| Соревнование   | Первый матч       | Последний матч   | Раунд-начало | Итог выступления | И                      | В                      | Н                      | П                      | ГЗ                     | ГП                     | РМ                     | В%                     | Ссылка |
| -------------- | ----------------- | ---------------- | ------------ | ---------------- | ---------------------- | ---------------------- | ---------------------- | ---------------------- | ---------------------- | ---------------------- | ---------------------- | ---------------------- | ------ |
| Первенство ФНЛ | 17 июля 2018 года | 25 мая 2019 года | 1-й тур      | 13-е место       | 38                     | 12                     | 10                     | 16                     | 45                     | 47                     | −2                     | 031,58                 | [ 17 ] |

## Предсезонные и товарищеские матчи
| 20 июня 2018 | Спартак-2 (Москва) | 0:1   | Велес (Москва) | Москва                           |
|              |                    | отчёт |                | Стадион: «Спартак» им. Черенкова |

| 23 июня 2018 | Казанка (Москва) | 0:5   | Спартак-2 (Москва) | Москва                  |
|              |                  | отчёт |                    | Стадион: «Сапсан Арена» |

| 29 июня 2018 | Спартак-2 (Москва) | 2:1   | Чертаново (Москва) | Москва                           |
|              |                    | отчёт |                    | Стадион: «Спартак» им. Черенкова |

| 4 июля 2018 | Ротор (Волгоград) | 0:1   | Спартак-2 (Москва) | Домодедово          |
|             |                   | отчёт |                    | Стадион: «Авангард» |

| 10 июля 2018 | Спартак-2 (Москва) | 2:2   | Торпедо (Москва) | Москва                           |
|              |                    | отчёт |                  | Стадион: «Спартак» им. Черенкова |

| 16 января 2019 | Спартак-2 (Москва)                                                           | 4:3 (1:0) | ФШМ (Москва)                    | Москва                                                                          |
| | Нимели 4′ · Игрок на просмотре №1 52′ · Игрок на просмотре №2 57′ · Тиуб 76′ | отчёт     | 54′ Ерёменко · 62′, 89′ Ерофеев | Стадион: Манеж Академии «Спартак» им. Ф. Ф. Черенкова Судья: Р. Софьян (Москва) |
| Спартак-2: Ермаков (Поплевченков, 46), Петрунин, Тюнин (Мохбалиев, 46), Мамин (Актисов, 46), Воропаев (Горбулин, 46), С. Бакаев (Маркитесов, 46), Полубояринов (Калачевский, 46), Бакалюк (Прошляков, 46), Нимели (Тиуб, 46), Игрок на просмотре №1, Игрок на просмотре №2. |                                                                              |           |                                 |                                                                                 |

| 24 января 2019 | Спартак-2 (Москва) | 0:0 (0:0)   | Азербайджан (мол.) | Серик                                                 |
| 11:00 MSK |                    | отчёт видео |                    | Стадион: отеля «IC Hotels Santai» Судья: Л. Верулидзе |
| Спартак-2: Терёшкин (игрок на просмотре, 46), Петрунин (Актисов, 41), Тюнин (Горбулин, 46), Мамин, Воропаев (Тюнин, 69), С. Бакаев (Маркитесов, 46), Полубояринов (С. Бакаев, 69), игрок на просмотре (игрок на просмотре, 46), Калачевский (игрок на просмотре, 69), Нимели (Тиуб, 61), Прошляков (Фольмер, 61). |                    |             |                    |                                                       |

| 29 января 2019 | Спартак-2 (Москва)           | 2:0 (0:0) | Арда (Кырджали) | Серик                                               |
| | Фольмер 52′ · Маркитесов 85′ | отчёт     |                 | Стадион: отеля «IC Hotels Santai» Судья: Ким Йон Ву |
| Спартак-2: Ермаков (игрок на просмотре, 46), Тюнин (Мохбалиев, 46), Мамин (Лихачёв, 46), Петрунин (Актисов, 46), Воропаев (Горбулин, 46), С. Бакаев (игрок на просмотре, 46), Полубояринов, игрок на просмотре (игрок на просмотре, 61), Бакалюк (Маркитесов, 46), Нимели (Фольмер, 46), Прошляков (Тиуб, 61). Запасной: Терешкин. |                              |           |                 |                                                     |

| 1 февраля 2019 | Спартак-2 (Москва) | 1:2 (0:1) | Иртыш (Павлодар)       | Серик                                               |
| | Тиуб 90′           | отчёт     | 4′ Есимов · 59′ Янсане | Стадион: отеля «IC Hotels Santai» Судья: Э. Галстян |
| Спартак-2: Терешкин (Ермаков, 46), Мамин (Лихачёв, 46), Петрунин (Актисов, 46), Воропаев (Горбулин, 75), Тюнин (Мохбалиев, 75), С. Бакаев (Фольмер, 46), игрок на просмотре, Бакалюк, Маркитесов (Калачевский, 46), игрок на просмотре (Маркитесов, 65, С. Бакаев, 75), Нимели (Тиуб, 70). |                    |           |                        |                                                     |

## Кубок ФНЛ

### Групповой этап (Группа D)

#### Турнирная таблица
| М | Клуб      | И | В | Н | П | МЗ | МП | РМ | О |
| - | --------- | - | - | - | - | -- | -- | -- | - |
| 1 | Авангард  | 3 | 2 | 0 | 1 | 5  | 2  | +3 | 6 |
| 2 | Спартак-2 | 3 | 2 | 0 | 1 | 6  | 3  | +3 | 6 |
| 3 | Факел     | 3 | 1 | 0 | 2 | 2  | 7  | -5 | 3 |
| 4 | Левадия   | 3 | 1 | 0 | 2 | 2  | 3  | -1 | 3 |

#### Матчи
| 9 февраля 2019 1 тур | Спартак-2 (Москва)                                           | 4:0 (1:0)               | Факел (Воронеж) | Пафос                                                               |
| 19:15 MSK | С. Бакаев 6′ · Маркитесов 75′ · Васильев 78′ · Фольмер 90+1′ | отчёт 1 отчёт 2 отчёт 3 |                 | Стадион: «Пафиако» Зрителей: 150 Судья: И. Сараев (Санкт-Петербург) |
| Спартак-2: Терешкин, Маслов, Миронов, Мамин, Воропаев, С. Бакаев (Фольмер, 82), Тюнин , Умяров, Васильев, Нимели, Прошляков (Маркитесов, 66). Запасные: Ермаков, Поплевченков, Актисов, Петрунин, Тиуб, Калачевский, Сунгатулин, Лихачёв. Главный тренер: Виктор Геннадьевич Булатов. Факел: Кортнев, Осипенко, Божин (Бабенков, 66), Ломакин (Пройич, 63), Билоног, Лебеденко, Русак, Афанасьев, Молодцов (Кагермазов, 66), Макарчук, Кузьмин (Цвейба, 86). Запасные: Лантратов, Мануковский, Маликов, Олейников, Дутов, Чёрный, Бирюков. Главный тренер: Сергей Васильевич Волгин. |                                                              |                         |                 |                                                                     |

| 12 февраля 2019 2 тур | Левадия (Таллин) | 0:1 (0:0)               | Спартак-2 (Москва) | Пафос                                                            |
| 19:15 MSK |                  | отчёт 1 отчёт 2 отчёт 3 | 74′ Маркитесов     | Стадион: «Ероскипу» Зрителей: 100 Судья: С. Исаев (Великие Луки) |
| Левадия: Лепметц, Рооснапп (Калджумае, 40), Круглов (Пеетсон, 61), Жураховский (Нестеров, 61), Осипов, Липп, Подхольюзин, Морелли (Дударев, 61), Ткачук, Будник (Юргенсон, 61), Биала (Андреев, 61). Запасные: Котенко, Крутоголов, Утгоф, Комлов. Главный тренер: Александр Рогич. Спартак-2: Ермаков, Миронов , Воропаев, Актисов (Мамин, 46), Петрунин (Маслов, 46), Фольмер (С. Бакаев, 46), Володкин (Васильев, 46), Сунгатулин (Умяров, 46), Калачевский (Тюнин, 46), Маркитесов, Прошляков (Нимели, 46). Запасные: Терёшкин, Поплевченков, Руденко. Главный тренер: Виктор Геннадьевич Булатов. |                  |                         |                    |                                                                  |

| 15 февраля 2019 3 тур | Авангард (Курск)                 | 3:1 (0:0)               | Спартак-2 (Москва) | Пафос                                                            |
| 16:30 MSK | Григорьев 73′ · Макаров 74′, 77′ | отчёт 1 отчёт 2 отчёт 3 | 90+1′ Руденко      | Стадион: «Пафиако» Зрителей: 200 Судья: М. Чембулатов (Кострома) |
| Авангард: Чагров, Никитин (Синяев, 64), Гоцук (Бурнаш, 78), Багаев (Войнов, 44), Дашаев, Машуков (Батютин, 60), Земсков (Федотов, 44), Трошечкин (Макаров, 62), Каюмов (Коробов, 45), Стеклов, Минаев (Григорьев, 62). Запасной: Антипов. Главный тренер: Игорь Александрович Беляев. Спартак-2: Поплевченков, Маслов, Миронов, Мамин, Воропаев, C. Бакаев (Фольмер, 73), Тюнин (Бакалюк, 75), Маркитесов (Руденко, 61), Умяров, Васильев (Володкин, 79), Нимели. Запасные: Терёшкин, Ермаков, Актисов, Петрунин, Сунгатулин, Тиуб. Главный тренер: Виктор Геннадьевич Булатов. |                                  |                         |                    |                                                                  |

### Плей-офф
| 18 февраля 2019 СМ | Химки | 0:1 (0:0)               | Спартак-2 (Москва) | Пафос                                                        |
| 16:30 MSK |       | отчёт 1 отчёт 2 отчёт 3 | 65′ Маслов         | Стадион: «Ероскипу» Зрителей: 150 Судья: М. Матюнин (Москва) |
| Химки: Исупов , Данилкин, Смирнов, Кухарчук (Петрусёв, 46), Корян (Мостовой, 71), Мишуков (Рязанцев, 60), Ланин (Джикия, 86), Нетфуллин, Боженов, Барков (Манзон, 79), Алиев (Евсеев, 46). Запасные: Пузин, Прошкин, Бедножей, Бойцов, Массуренко. Главный тренер: Игорь Михайлович Шалимов. Спартак-2: Терешкин, Воропаев (Маслов, 50), Петрунин (Мамин, 51), Миронов (Актисов, 51), Тюнин , Бакалюк (Полубояринов, 46), Фольмер (Васильев, 47), Володкин (Сунгатулин, 27; Умяров, 46), Маркитесов (Бакаев, 47), Нимели (Руденко, 46), Тиуб (Прошляков, 46). Запасной: Ермаков. Главный тренер: Виктор Геннадьевич Булатов. |       |                         |                    |                                                              |

### Финальные матчи
| 20 февраля 2019 За 5 место | Тюмень                       | 2:0 (1:0)               | Спартак-2 (Москва) | Пафос                                         |
| 13:45 MSK | Вотинов 29′ · Митрович 90+2′ | отчёт 1 отчёт 2 отчёт 3 |                    | Стадион: «Куклия» Судья: Е. Буланов (Саранск) |
| Тюмень: Бучнев (Вамбольт, 46), Бем, Лихачёв, Маринкович, Шакуро (Зарипов, 46), Милославлев (Рябокобыленко, 46), Леонтьев, Гордюшенко, Фомин, Чудин, Вотинов (Щербак, 46). Запасные: Усольцев, Коваленко, Васиев, Бевеев, Митрович, Глухов, Ослоновский. Главный тренер: Горан Алексич. Спартак-2: Терёшкин (Ермаков, 46), Воропаев, Миронов (Петрунин, 58), Мамин, Тюнин , Полубояринов, Бакалюк, Васильев (Маркитесов, 51), С. Бакаев, Руденко (Фольмер, 68), Нимели. Запасные: Поплевченков, Актисов, Володкин, Тиуб. Главный тренер: Виктор Геннадьевич Булатов. |                              |                         |                    |                                               |

## Первенство ФНЛ

### Турнирная таблица
| Поз | Команда   | И  | В  | Н  | П  | МЗ | МП | РМ  | О  |
| --- | --------- | -- | -- | -- | -- | -- | -- | --- | -- |
| 11  | Ротор     | 38 | 12 | 14 | 12 | 34 | 36 | −2  | 50 |
| 12  | Луч       | 38 | 10 | 17 | 11 | 29 | 28 | +1  | 47 |
| 13  | Спартак-2 | 38 | 12 | 10 | 16 | 45 | 47 | −2  | 46 |
| 14  | Мордовия  | 38 | 12 | 11 | 15 | 37 | 46 | −9  | 44 |
| 15  | Армавир   | 38 | 10 | 14 | 14 | 32 | 44 | −12 | 44 |

Пункт 4.5. В случае равенства очков, набранных в Первенстве, у двух и более команд, места между ними в турнирной таблице определяются в следующей последовательности:
− по наибольшему числу побед во всех матчах;
− по результатам игр между собой (число очков, количество побед, разность забитых и пропущенных мячей, число забитых мячей, число забитых мячей на чужом поле);
− по лучшей разности забитых и пропущенных мячей во всех матчах;
− по наибольшему числу забитых мячей во всех матчах;
− по наибольшему числу мячей, забитых на чужих полях во всех матчах;
− по жребию.
Пункт 4.6. При абсолютном равенстве всех указанных показателей, указанных в п.4.5, кроме жребия, победитель Первенства между командами, занявшими 1-е и 2-е места, определяется в дополнительном матче.

1. ↑  Клуб не имеет права на выход в РПЛ, так как является фарм-клубом ФК «Спартак» Москва
2. ↑  С клуба было снято 3 очка в связи с неисполнением решения Палаты РФС по разрешению споров № 154 18 от 09 августа 2018 года в соответствии с подпунктом 4 пункта 4 статьи 49 Регламента РФС по разрешению споров (заявление футболиста-профессионала Кренделева А.Р.)[18].

### Статистика выступлений
| Итого | Итого | Итого | Итого | Итого | Итого | Итого | Итого | Дома | Дома | Дома | Дома | Дома | Дома | На выезде | На выезде | На выезде | На выезде | На выезде | На выезде |
| И     | О     | В     | Н     | П     | МЗ    | МП    | РМ    | В    | Н    | П    | МЗ   | МП   | РМ   | В         | Н         | П         | МЗ        | МП        | РМ        |
| ----- | ----- | ----- | ----- | ----- | ----- | ----- | ----- | ---- | ---- | ---- | ---- | ---- | ---- | --------- | --------- | --------- | --------- | --------- | --------- |
| 37    | 45    | 12    | 9     | 16    | 44    | 46    | −2    | 6    | 6    | 6    | 26   | 23   | +3   | 6         | 3         | 10        | 18        | 23        | −5        |

### Результаты по турам
| Тур   | 01 | 02 | 03 | 04 | 05 | 06 | 07 | 08 | 09 | 10 | 11 | 12 | 13 | 14 | 15 | 16 | 17 | 18 | 19 | 20 | 21 | 22 | 23 | 24 | 25 | 26 | 27 | 28 | 29 | 30 | 31 | 32 | 33 | 34 | 35 | 36 | 37 | 38 |
| ----- | -- | -- | -- | -- | -- | -- | -- | -- | -- | -- | -- | -- | -- | -- | -- | -- | -- | -- | -- | -- | -- | -- | -- | -- | -- | -- | -- | -- | -- | -- | -- | -- | -- | -- | -- | -- | -- | -- |
| Поле  | В  | Д  | В  | В  | Д  | В  | Д  | В  | Д  | В  | Д  | В  | Д  | В  | Д  | В  | Д  | Д  | Д  | В  | В  | Д  | Д  | Д  | В  | Д  | В  | Д  | В  | Д  | В  | Д  | В  | Д  | В  | В  | В  | Д  |
| Итог  | В  | Н  | Н  | П  | В  | В  | В  | В  | В  | П  | П  | В  | В  | В  | Н  | П  | П  | Н  | Н  | П  | П  | В  | П  | П  | Н  | Н  | П  | П  | Н  | П  | П  | В  | В  | Н  | П  | П  | П  | Н  |
| Место | 2  | 8  | 10 | 13 | 8  | 6  | 4  | 2  | 1  | 3  | 4  | 4  | 4  | 3  | 3  | 3  | 3  | 4  | 5  | 5  | 7  | 6  | 7  | 9  | 9  | 9  | 11 | 11 | 11 | 11 | 14 | 12 | 12 | 11 | 12 | 12 | 13 | 13 |

Последнее обновление: 25 мая 2019.
Источник: Футбольная Национальная Лига

Поле: Д = дома; В = на выезде. Итог: Н = ничья; П = команда проиграла; В = команда выиграла; О = матч отложен.

### Матчи
| 17 июля 2018 1 тур | Сочи | 0:1 (0:0) | Спартак-2 (Москва)   | Сочи                                                                      |
| 19:00 MSK |      | отчёт     | 64′ (пен.) Пантелеев | Стадион: им. Славы Метревели Зрителей: 3 306 Судья: Н. Волошин (Смоленск) |
| Сочи: Заболотный, Юрганов, Калугин, Заика, Почивалин, Померко, Песегов (Лагатор, 87), Соловьёв (Саламатов, 66), Барсов (Горбунов, 66), Бурмистров, Саная. Запасные: Солдатенко, Мустафин, Миладинович, Косянчук. Главный тренер: Александр Васильевич Точилин. Спартак-2: Ермаков, Воропаев, Маслов, Лихачёв, Миронов, Тюнин , Пантелеев, Рудковский, Нимели (Прошляков, 90+2), C. Бакаев (Мазуров, 84), Руденко (Петрунин, 90). Запасные: Шитов, Калачевский. Главный тренер: Виктор Геннадьевич Булатов. |      |           |                      |                                                                           |

| 23 июля 2018 2 тур | Спартак-2 (Москва) | 0:0 (0:0) | Авангард (Курск) | Москва                                                                      |
| 17:00 MSK |                    | отчёт     |                  | Стадион: «Спартак» поле № 4 Зрителей: 450 Судья: С. Иванов (Ростов-на-Дону) |
| Спартак-2: Терёшкин, Маслов, Лихачёв, Гапонов, Воропаев, Тюнин , Полубояринов (Ерёменко, 60), С. Бакаев (Рудковский, 76), Руденко, Пантелеев, Нимели (Петрунин, 90+2). Запасные: Ермаков, Шитов, Петрунин, Калачевский, Миронов, Прошляков. Главный тренер: Виктор Геннадьевич Булатов. Авангард: Чагров, Никитин, Гоцук, Багаев , Дашаев, Земсков, Альшин (Синяев, 78), Стеклов, Акбашев, Касьян (Минаев, 84), Федчук (В. Руденко, 71). Запасные: Антипов, Войнов, Бурнаш, Коробов. Главный тренер: Игорь Александрович Беляев. |                    |           |                  |                                                                             |

| 29 июля 2018 3 тур | Шинник (Ярославль) | 1:1 (0:1) | Спартак-2 (Москва) | Ярославль                                                                       |
| 14:00 MSK | Низамутдинов 53′   | отчёт     | 33′ Нимели         | Стадион: «Шинник», запасное поле Зрителей: 3 000 Судья: В. Сельдяков (Балашиха) |
| Шинник: Яшин, Магадиев, Стешин, Мельников (Цховребов, 90), Первушин, Кожемякин, Самойлов (Деобальд, 60), Ныралков (Алейников, 77), Самодин, Гелоян, Низамутдинов (Булия, 72). Запасные: Антипин, Самошников, Покидышев, Иванов, Мацхарашвили, Камилов, Никулин. Главный тренер: Александр Михайлович Побегалов. Спартак-2: Терёшкин (Ермаков, 53), Рассказов, Мамин (Лихачёв, 46), Гапонов, Маслов, Полубояринов, С. Ерёменко (Тюнин, 57), Игнатов (С. Бакаев, 51), Пантелеев, З. Бакаев, Нимели. Запасные: Воропаев, Миронов, Рудковский. Главный тренер: Виктор Геннадьевич Булатов. |                    |           |                    |                                                                                 |

| 4 августа 2018 4 тур | Сибирь (Новосибирск) | 1:0 (0:0) | Спартак-2 (Москва) | Новосибирск                                                            |
| 13:00 MSK | Киреенко 47′         | отчёт     |                    | Стадион: «Спартак» Зрителей: 3 800 Судья: А. Любимов (Санкт-Петербург) |
| Сибирь: Цыган, Макаренко, Полюткин, Аравин, Смирнов, Ларенц, Киреенко, Чеботару (Тумасян, 20, Парфинович, 46), Свежов, Гладышев (Коржунов, 6, Азаров, 77), Житнев. Запасные: Киселев, Курбанов, Дудолев, Галыш, Васильев. Главный тренер: Сергей Станиславович Кирсанов. Спартак-2: Терёшкин , Маслов, Гапонов, Мамин, Полубояринов, Тюнин, С. Ерёменко (Воропаев, 46, Рудковский, 75), Руденко, Игнатов (С. Бакаев, 46), Пантелеев, Нимели. Запасные: Ермаков, Шитов, Лихачёв, Миронов. Главный тренер: Виктор Геннадьевич Булатов. |                      |           |                    |                                                                        |

| 8 августа 2018 5 тур | Спартак-2 (Москва)                      | 2:1 (1:1) | Факел (Воронеж) | Москва                                                                        |
| 16:30 MSK | Божин 9′ (авт.) · Осипенко 90+3′ (авт.) | отчёт     | 10′ Макарчук    | Стадион: «Спартак» поле № 4 Зрителей: 405 Судья: Р. Зияков (Набережные Челны) |
| Спартак-2: Ермаков, Гапонов, Маслов, Мамин, Воропаев, Полубояринов, С. Ерёменко (С. Бакаев, 46), Игнатов (Тюнин, 63), Пантелеев , Нимели, Руденко (Рудковский, 90+4). Запасные: Шитов, Лихачёв, Миронов. Главный тренер: Виктор Геннадьевич Булатов. Факел: Кортнев, Бабенков, Божин, Кагермазов, Макарчук, Кузьмин (Цвейба, 84), Лебеденко (Шогенов, 66), Афанасьев (Осипенко, 61), Мануковский, Молодцов, Орлов (Бирюков, 59). Запасные: Терновский, Ломакин, Дорожкин. Главный тренер: Сергей Васильевич Волгин. |                                         |           |                 |                                                                               |

| 12 августа 2018 6 тур | Химки      | 1:3 (1:3) | Спартак-2 (Москва)                        | Химки                                                                    |
| 16:00 MSK | Белоус 30′ | отчёт     | 20′ Гапонов · 32′ Руденко · 45′ Пантелеев | Стадион: «Арена Химки» Зрителей: 2 500 Судья: Л. Верулидзе (Владикавказ) |
| Химки: Кавликов, Филин (Смирнов, 64), Мильдзихов, Димидко , Данилкин, Яковлев, Белоус (Петрусев, 46), Нетфуллин (Моргунов, 64), Корян, Алиев, Портнягин (Болов, 69). Запасные: Исупов, Иванов, Талалай, Мостовой. Главный тренер: Игорь Михайлович Шалимов. Спартак-2: Терёшкин, Маслов, Гапонов, Лихачёв, Воропаев (Тюнин, 46, Миронов, 85), Полубояринов, Пантелеев , С. Ерёменко (С. Бакаев, 46), Руденко, Игнатов (Рудковский, 65), Нимели. Запасные: Ермаков, Шитов. Главный тренер: Виктор Геннадьевич Булатов. |            |           |                                           |                                                                          |

| 19 августа 2018 7 тур | Спартак-2 (Москва)           | 2:0 (0:0) | Ротор (Волгоград) | Москва                                                                           |
| 16:30 MSK | Нимели 86′ · Рудковский 90+′ | отчёт     |                   | Стадион: «Спартак» поле № 4 Зрителей: 1 000 Судья: И. Низовцев (Нижний Новгород) |
| Спартак-2: Терёшкин, Рассказов, Гапонов, Мамин, Маслов, Полубояринов, Ерёменко (Руденко, 52), Ломовицкий (Рудковский, 72), Пантелеев , Игнатов (Бакаев, 59), Нимели (Тюнин, 90+2). Запасные: Ермаков, Шитов, Миронов, Воропаев. Главный тренер: Виктор Геннадьевич Булатов. Ротор: Фильцов, Бугаев, Байрыев, Пискунов, Эдиев , Попов, Воробьёв, Друзин (Муллин, 88), Мязин (Абдулавов, 69), Николаев (Якуба, 82), Коротаев (Лобкарёв, 59). Запасные: Лобанцев, Щербаков, Васильев, Маляров, Завезен. Главный тренер: Роберт Геннадьевич Евдокимов. |                              |           |                   |                                                                                  |

| 26 августа 2018 8 тур | Зенит-2 (Санкт-Петербург) | 0:3 (0:1) | Спартак-2 (Москва)                     | Санкт-Петербург                                                 |
| 14:30 MSK |                           | отчёт     | 43′ Пантелеев · 75′ Руденко · 90′ Тиуб | Стадион: МСА «Петровский» Зрителей: 664 Судья: А. Амелин (Тула) |
| Зенит-2: Гойло, Бугриев (Байрамов, 77), Скроботов, Пенчиков, Синяк, Каккоев (Капленко, 58), Мусаев, Бачинский (Иванов, 76), Тарасов, Макеев, Воробьёв (Кириллов, 58). Запасные: Кизеев, Молчан, Сергеев, Казаков, Плетнёв, Прудников. Главный тренер: Александр Викторович Горшков. Спартак-2: Терёшкин, Маслов, Гапонов, Мамин, Воропаев, Пантелеев , Полубояринов (Тюнин, 79), С. Бакаев, Руденко (Мелкадзе, 75), Игнатов, Нимели (Тиуб, 65). Запасные: Ермаков, Лихачёв, Миронов. Главный тренер: Виктор Геннадьевич Булатов. |                           |           |                                        |                                                                 |

| 1 сентября 2018 9 тур | Спартак-2 (Москва)        | 2:1 (1:0) | Балтика (Калининград) | Москва                                                                         |
| 16:30 MSK | Пантелеев 20′ · Тюнин 82′ | отчёт     | 48′ Григорьев         | Стадион: «Спартак» поле № 4 Зрителей: 600 Судья: И. Сиденков (Санкт-Петербург) |
| Спартак-2: Терёшкин, Воропаев, Маслов, Мамин, Гапонов, Тюнин , Полубояринов (Лихачёв, 86), Пантелеев, Руденко (Мелкадзе, 59), С. Бакаев (Тиуб, 59), Нимели (Рудковский, 78). Запасные: Ермаков, Поплевченков, Миронов. Главный тренер: Виктор Геннадьевич Булатов. Балтика: Лантратов, Таказов, Крючков (Магаль, 33), Плиев, Каленкович (Шабалин, 89), Шешуков, Дмитриев (Радунович, 46), Касаев (К. Погребняк, 89), Шаваев, Григорьев, Дзаламидзе. Запасные: Черчесов, Помазан, Буйволов. Главный тренер: Валерий Кузьмич Непомнящий. |                           |           |                       |                                                                                |

| 8 сентября 2018 10 тур | Нижний Новгород            | 3:1 (2:0) | Спартак-2 (Москва) | Нижний Новгород                                                         |
| 16:00 MSK | Аюпов 6′, 32′ · Чирьяк 90′ | отчёт     | 80′ Руденко        | Стадион: «Нижний Новгород» Зрителей: 27 431 Судья: С. Васильев (Ижевск) |
| Нижний Новгород: Анисимов, Морозов, Абазов, Хайруллов, Хрипков , Федорив, Симанов (Скворцов, 67), Аюпов, Игнатович (Абрамов, 86), Сергеев (Чирьяк, 73), Делькин (Семейкин, 88). Запасные: Бородько, Бочаров, Спэтару. Главный тренер: Дмитрий Николаевич Черышев. Спартак-2: Терёшкин, Тюнин , Миронов, Мамин, Воропаев, Полубояринов, Митрога (Мазуров, 79), С. Бакаев, Руденко, Рудковский, Тиуб (Лопатин, 65). Запасные: Ермаков, Марков, Мохбалиев, Петрунин, Бакалюк. Главный тренер: Виктор Геннадьевич Булатов. |                            |           |                    |                                                                         |

| 15 сентября 2018 11 тур | Спартак-2 (Москва) | 1:2 (0:1) | Армавир              | Москва                                                                      |
| 15:00 MSK | Пантелеев 57′      | отчёт     | 43′, 61′ Безлихотнов | Стадион: «Спартак» поле № 4 Зрителей: 520 Судья: Л. Верулидзе (Владикавказ) |
| Спартак-2: Терёшкин, Маслов, Гапонов, Лихачёв, Воропаев, С. Ерёменко (Тиуб, 46), Пантелеев , Рудковский (Полубояринов, 84), С. Бакаев, Руденко (Тюнин, 73), Мелкадзе. Запасные: Ярусов, Ермаков, Актисов, Миронов, Митрога. Главный тренер: Виктор Геннадьевич Булатов. Армавир: Руденок, Кутин, Мирошниченко , Концедалов, Лусикян (Соболь, 90+3), Поляков (Каюмов, 70), Безлихотнов (Падерин, 86), Гурфов, Клопков, Романенко, Синявский (Мичуренков, 79). Запасные: Матюша, Соловьёв, Гаджибеков, Веркашанский. Главный тренер: Арсен Борисович Папикян. |                    |           |                      |                                                                             |

| 19 сентября 2018 12 тур | Краснодар-2 | 0:3 (0:3) | Спартак-2 (Москва)                       | Краснодар                                                                                     |
| 18:00 MSK |             | отчёт     | 13′ Нимели · 19′ Руденко · 39′ Пантелеев | Стадион: Стадион академии ФК «Краснодар» Зрителей: 1 600 Судья: И. Низовцев (Нижний Новгород) |
| Краснодар-2: Сафонов, Марков (Бочко, 46), Татаев, Голубев , Страндберг (Таранов, 46), Ивашин, Мацукатов (Халназаров, 74), Окриашвили (Черников, 46), Григорян, Онугха, Сулейманов. Запасные: Ещенко, Назаров, Парадин, Катрич. Главный тренер: Александр Владимирович Нагорный. Спартак-2: Терёшкин, Маслов, Миронов, Гапонов, Воропаев, Пантелеев , Полубояринов (Лихачёв, 82), С. Бакаев (Тиуб, 59), Руденко (Рудковский, 66), Мелкадзе, Нимели (Тюнин, 76). Запасные: Ермаков. Главный тренер: Виктор Геннадьевич Булатов. |             |           |                                          |                                                                                               |

| 23 сентября 2018 13 тур | Спартак-2 (Москва)                 | 2:1 (1:0) | СКА-Хабаровск | Москва                                                                       |
| 13:30 MSK | Руденко 18′ · Пантелеев 89′ (пен.) | отчёт     | 82′ Казанков  | Стадион: «Спартак» поле № 4 Зрителей: 450 Судья: И. Сараев (Санкт-Петербург) |
| Спартак-2: Терёшкин, Маслов, Миронов, Гапонов, Воропаев, Пантелеев , Полубояринов (Тюнин, 69), Бакаев (Рудковский, 73), Руденко (Бакалюк, 90+2), Мелкадзе, Нимели (Лихачёв, 90). Запасные: Ермаков, Шитов. Главный тренер: Виктор Геннадьевич Булатов. СКА-Хабаровск: Опарин, Ненахов, Хомуха, Зайцев, Гарбуз (Фадеев, 86), Дедечко (Секульски, 62), Никифоров, Кабутов (Казанков, 72), Квеквескири, Карасёв, Радченко (Базелюк, 62). Запасные: Соромытько, Генералов, Труфанов, Приндета, Федотов, Максименко, Черевко, Кабаев. Главный тренер: Вадим Валентинович Евсеев. |                                    |           |               |                                                                              |

| 30 сентября 2018 14 тур | Мордовия (Саранск) | 0:1 (0:0) | Спартак-2 (Москва) | Саранск                                                                    |
| 17:00 MSK |                    | отчёт     | 56′ Пантелеев      | Стадион: «Мордовия Арена» Зрителей: 12 764 Судья: М. Чембулатов (Кострома) |
| Мордовия: Кобзев, Ятченко, Деревягин (Юсупов, 88), Сухарев, Климов, Дворецков (Орлов, 82), Поярков, Петров, Рустем Мухаметшин (Киреев, 72), Руслан Мухаметшин , Обухов (Маркин, 77). Запасные: Шебанов, Багаев, Соболев. Главный тренер: Марат Фяридьевич Мустафин. Спартак-2: Терёшкин, Тюнин , Миронов, Лихачёв, Воропаев, Пантелеев, Полубояринов, Бакаев (Рудковский, 77), Руденко, Мелкадзе, Нимели (Мазуров, 90+1). Запасные: Ермаков, Петрунин, Митрога. Главный тренер: Виктор Геннадьевич Булатов. |                    |           |                    |                                                                            |

| 6 октября 2018 15 тур | Спартак-2 (Москва) | 0:0 (0:0) | Тюмень | Москва                                                              |
| 14:30 MSK |                    | отчёт     |        | Стадион: «Спартак» поле № 4 Зрителей: 295 Судья: И. Панин (Дмитров) |
| Спартак-2: Терёшкин, Тюнин , Лихачёв, Миронов, Воропаев, Пантелеев, Полубояринов, Бакаев (Мазуров, 86), Руденко, Мелкадзе, Нимели (Рудковский, 66). Запасные: Ермаков, Шитов, Актисов, Бакалюк, Тиуб. Главный тренер: Виктор Геннадьевич Булатов. Тюмень: Бучнев, Коваленко, Васиев (Хайманов, 68), Столяренко, Козлов, Лаук (Вотинов, 55), Леонтьев, Рябокобыленко (Глухов, 84), Лешонок (Парняков, 62), Чудин , Теленков. Запасные: Обухов, Усольцев, Малоян. Главный тренер: Горан Алексич. |                    |           |        |                                                                     |

| 13 октября 2018 16 тур | Тамбов                      | 2:0 (0:0) | Спартак-2 (Москва) | Тамбов                                                        |
| 14:30 MSK | Рагулькин 83′ · Себаи 90+3′ | отчёт     |                    | Стадион: «Спартак» Зрителей: 4 925 Судья: В. Мешков (Дмитров) |
| Тамбов: Смирнов, Чистяков, Шляков, Рыбин , Овсиенко, Килин, Муйва (Шевчук, 62), Чуперка, Чернышов, Клёнкин (Рагулькин, 82), Себаи. Запасные: Вавилин, Косицин, Мищенко, Лазуткин. Главный тренер: Тимур Каральбиевич Шипшев. Спартак-2: Терёшкин, Воропаев, Мамин, Гапонов, Миронов, Тюнин , Полубояринов, Бакалюк (Мазуров, 87), Бакаев, Рудковский, Руденко. Запасные: Ермаков, Петрунин, Митрога, Лопатин. Главный тренер: Виктор Геннадьевич Булатов. |                             |           |                    |                                                               |

| 20 октября 2018 17 тур | Спартак-2 (Москва) | 0:2 (0:0) | Чертаново (Москва)           | Москва                                                                |
| 14:30 MSK |                    | отчёт     | 65′ Глушенков · 83′ Цыпченко | Стадион: «Спартак» поле № 4 Зрителей: 480 Судья: С. Васильев (Ижевск) |
| Спартак-2: Терешкин, Гапонов, Лихачёв, Воропаев, Миронов, Тюнин (Рудковский, 64), Полубояринов, Пантелеев, Мелкадзе, Бакаев, Руденко. Запасные: Ермаков, Шитов, Петрунин, Бакалюк. Главный тренер: Виктор Геннадьевич Булатов. Чертаново: Радионов, Солдатенков , Бартасевич, Паршиков, Глушенков (Тюменцев, 85), Ежов (Колесниченко, 90), Умяров, Горшков, Витюгов (Цыпченко, 83), Зиньковский, Сарвели (Пруцев, 90). Запасные: Михайлов, Молчанов, Майрович. Главный тренер: Игорь Витальевич Осинькин. |                    |           |                              |                                                                       |

| 24 октября 2018 18 тур | Спартак-2 (Москва)         | 2:2 (1:2) | Луч (Владивосток)         | Москва                                                                     |
| 14:30 MSK | Пантелеев 12′ · Нимели 90′ | отчёт     | 22′ Машнев · 47′ Замалиев | Стадион: «Спартак» поле № 4 Зрителей: 205 Судья: А. Федоров (Петрозаводск) |
| Спартак-2: Терёшкин, Маслов, Гапонов, Мамин, Воропаев, Полубояринов, Пантелеев , Мелкадзе, С. Бакаев, Руденко (Тюнин, 57), Нимели. Запасные: Ермаков, Горбулин, Лихачёв, Рудковский. Главный тренер: Виктор Геннадьевич Булатов. Луч: Котляров , Царикаев, Суслов, Больевич, Степанец, Павленко (Носов, 42), Машнев, Замалиев, Визнович (Хлебородов, 76), Голышев (Дзахов, 56), Часовских (Гордиенко, 59). Запасные: Вамбольт, Марущак, Патрашко, Насадюк, Калугин, Пономаренко. Главный тренер: Рустем Агзамович Хузин. |                            |           |                           |                                                                            |

| 28 октября 2018 19 тур | Спартак-2 (Москва)     | 1:1 (0:0) | Томь (Томск) | Москва                                                               |
| 14:00 MSK | Пантелеев 90+2′ (пен.) | отчёт     | 52′ Кухарчук | Стадион: «Спартак» поле № 4 Зрителей: 390 Судья: Е. Кукуляк (Калуга) |
| Спартак-2: Терёшкин, Маслов, Гапонов, Мамин, Воропаев, Тюнин , Пантелеев, Рудковский, Бакаев, Руденко, Прошляков (Тиуб, 59) Запасные: Ермаков, Марков, Лихачёв, Бакалюк. Главный тренер: Виктор Геннадьевич Булатов. Томь: Шафинский, Тихий, Лисинков, Зуйков , Клещенко, Кухарчук, Ставпец, Фомин, Казаев (Макурин, 88), Шалаев (Калинский, 46), Кузьмичёв (Кудряшов, 71). Запасные: Мелихов, Карымов, Мануйлов, Гвинейский, Сасин, Крапухин. Главный тренер: Василий Владимирович Баскаков. |                        |           |              |                                                                      |

| 4 ноября 2018 20 тур | Авангард (Курск)              | 3:2 (1:0) | Спартак-2 (Москва)        | Курск                                                                      |
| 15:00 MSK | Минаев 35′, 53′ · Акбашев 71′ | отчёт     | 49′ Мелкадзе · 63′ Нимели | Стадион: «Трудовые резервы» Зрителей: 4 720 Судья: В. Сельдяков (Балашиха) |
| Авангард: Чагров, Багаев , Никитин, Дашаев, Гоцук, Трошечкин, Коробов (Стеклов, 84), Альшин (Войнов, 90+3), Акбашев, Батютин (Синяев, 80), Минаев (Руденко, 85). Запасные: Саутин, Кубышкин. Главный тренер: Игорь Александрович Беляев. Спартак-2: Терешкин, Воропаев, Маслов, Мамин, Гапонов, Полубояринов (Тюнин, 46), Пантелеев , Мелкадзе, Бакаев (Тиуб, 74), Руденко, Нимели (Рудковский, 79). Запасные: Ермаков, Лихачёв. Главный тренер: Виктор Геннадьевич Булатов. |                               |           |                           |                                                                            |

| 10 ноября 2018 21 тур | Факел (Воронеж)                    | 3:0 (0:0) | Спартак-2 (Москва) | Воронеж                                                                              |
| 17:00 MSK | Лебеденко 59′, 68′ · Афанасьев 74′ | отчёт     |                    | Стадион: «Центральный стадион профсоюзов» Зрителей: 1 700 Судья: Е. Кукуляк (Калуга) |
| Факел: Кортнев, Цвейба, Божин, Осипенко, Кузьмин, Мануковский (Дутов, 79), Лебеденко (Маликов, 86), Афанасьев, Макарчук, Молодцов, Бирюков (Ломакин, 67). Запасные: Терновский, Митасов, Бабенков, Орлов. Главный тренер: Сергей Васильевич Волгин. Спартак-2: Терёшкин, Лихачёв, Гапонов, Мамин, Воропаев, Тюнин , Бакалюк (Мазуров, 75), Бакаев (Тиуб, 69), Руденко, Рудковский, Нимели. Запасные: Ермаков. Главный тренер: Виктор Геннадьевич Булатов. |                                    |           |                    |                                                                                      |

| 14 ноября 2018 22 тур | Спартак-2 (Москва)                            | 3:0 (2:0) | Сибирь (Новосибирск) | Москва                                                              |
| 14:00 MSK | С. Бакаев 13′ · Мелкадзе 43′ · Рудковский 65′ | отчёт     |                      | Стадион: «Спартак» поле № 4 Зрителей: 200 Судья: А. Сухой (Люберцы) |
| Спартак-2: Терёшкин, Гапонов, Петрунин, Мамин, Воропаев, Тюнин (Бакалюк, 78), Полубояринов (Тиуб, 70), С. Бакаев (Рудковский, 51), Руденко (Репях, 83), Мелкадзе, Нимели. Запасные: Ермаков, Мазуров, Митрога. Главный тренер: Виктор Геннадьевич Булатов. Сибирь: Цыган, Курбанов, Полюткин, Макаренко , Аравин, Смирнов, Гладышев (Дудолев, 78), Галыш, Азаров, Свежов (Парфинович, 77), Киреенко. Запасные: Киселёв, Кушнирук, Васильев. Главный тренер: Игорь Валерьевич Чугайнов. |                                               |           |                      |                                                                     |

| 18 ноября 2018 23 тур | Спартак-2 (Москва) | 1:4 (0:4) | Шинник (Ярославль)                          | Москва                                                                    |
| 14:00 MSK | Тиуб 75′           | отчёт     | 12′, 28′ Самодин · 22′ Нарылков · 45′ Булия | Стадион: «Спартак» поле № 4 Зрителей: 370 Судья: М. Чембулатов (Кострома) |
| Спартак-2: Терёшкин, Гапонов, Маслов, Мамин, Воропаев, Полубояринов, Пантелеев , Рудковский, Бакаев (Тиуб, 67), Руденко (Мазуров, 85), Мелкадзе. Запасные: Ермаков, Петрунин, Лихачёв, Митрога. Главный тренер: Виктор Геннадьевич Булатов. Шинник: Гошев, Цховребов, Стешин, Подкидышев (Первушин, 64), Иванов, Кожемякин, Нарылков (Камилов, 46), Самойлов, Деобальд, Булия, Самодин (Алейников, 85). Запасные: Антипин, Магадиев, Герасимов, Никулин. Главный тренер: Александр Михайлович Побегалов. |                    |           |                                             |                                                                           |

| 24 ноября 2018 24 тур | Спартак-2 (Москва) | 0:1 (0:0) | Химки            | Москва                                                                         |
| 14:00 MSK |                    | отчёт     | 83′ (авт.) Мамин | Стадион: «Спартак» поле № 4 Зрителей: 300 Судья: И. Сиденков (Санкт-Петербург) |
| Спартак-2: Терешкин, Маслов, Гапонов, Мамин, Воропаев, Тюнин , Полубояринов (Тиуб, 70), Пантелеев (Рудковский, 85), Бакаев (Руденко, 59), Мелкадзе, Нимели. Запасные: Ермаков, Шитов, Лихачёв. Главный тренер: Виктор Геннадьевич Булатов. Химки: Хомич (Исупов, 27), Боженов, Данилкин, Филин, Смирнов, Рязанцев , Нетфуллин, Джикия, Моргунов, Корян, Белоус (Болов, 86). Запасные: Пузин, Евдокимов, Димидко, Мильдзихов, Иванов, Прошкин, Бойцов, Талалай, Мишуков, Массуренко. Главный тренер: Игорь Михайлович Шалимов. |                    |           |                  |                                                                                |

| 3 марта 2019 25 тур | Ротор (Волгоград) | 0:0 (0:0) | Спартак-2 (Москва) | Волгоград                                                          |
| 13:00 MSK |                   | отчёт     |                    | Стадион: «Волгоград Арена» Зрителей: 8 976 Судья: А. Амелин (Тула) |
| Ротор: Лобанцев, Пискунов, Кацалапов, Васильев , Макеев, Самсонов (Воробьев, 90+2), Шарипов, Лобкарев, Завезен (Попов, 73), Саная (Муллин, 76), Коротаев (Байрыев, 13). Запасные: Фильцов, Маляров, Ионов, Султонов, Фатуллаев, Николаев, Янушковский. Главный тренер: Игорь Анатольевич Меньщиков. Спартак-2: Терешкин, Петрунин, Мамин, Воропаев, Бакалюк, Тюнин , Васильев (Прошляков, 55), С. Бакаев, Полубояринов, Руденко, Нимели. Запасные: Ермаков, Володкин, Мазуров, Митрога. Главный тренер: Виктор Геннадьевич Булатов. |                   |           |                    |                                                                    |

| 11 марта 2019 26 тур | Спартак-2 (Москва) | 1:1 (0:1) | Зенит-2 (Санкт-Петербург) | Москва                                                                         |
| 14:30 MSK | Глушенков 51′      | отчёт     | 31′ Мостовой              | Стадион: «Спартак» поле № 4 Зрителей: 270 Судья: И. Низовцев (Нижний-Новгород) |
| Спартак-2: Терёшкин, Воропаев, Гапонов, Мамин, Маслов, Тюнин (Полубояринов, 46), Умяров, С. Бакаев (Фольмер, 88), Глушенков (Маркитесов, 78), Нимели, Руденко (Прошляков, 54). Запасные: Ермаков, Поплевченков, Миронов, Бакалюк. Главный тренер: Виктор Геннадьевич Булатов. Зенит-2: Городовой, Рукас, Вяткин, Синяк, Мостовой (Макеев, 85), Камышев (Левин, 76), Буранов (Иванов, 59), Мусаев , Богаев, Воробьёв (Еловских, 68), Маркин. Запасные: Кизеев, Бугриев, Сергеев, Прохин, Плетнёв. Главный тренер: Владислав Николаевич Радимов. |                    |           |                           |                                                                                |

| 16 марта 2019 27 тур | Балтика (Калининград) | 2:0 (0:0) | Спартак-2 (Москва) | Калининград                                                                |
| 17:00 MSK | Саплинов 53′, 73′     | отчёт     |                    | Стадион: «Калининград» Зрителей: 5 447 Судья: А. Любимов (Санкт-Петербург) |
| Балтика: Помазан , Тишкин, Плопа, Магаль (Захаров, 79), Гасанов, Шаваев, Хадарцев (Глушков, 61), Саплинов, Дудиев, Причиненко, Дядюн (Кузьмичёв, 61). Запасные: Черчесов, Алибеков, Каленкович, Крючков, Лапин, Дрогунов, Портнягин. Главный тренер: Евгений Игоревич Калешин. Спартак-2: Терёшкин, Маслов, Мамин, Гапонов, Воропаев, Тюнин , Васильев, Полубояринов, Фольмер (Мазуров, 78), С. Бакаев, Прошляков (Лопатин, 73). Запасные: Ермаков, Петрунин, Митрога. Главный тренер: Виктор Геннадьевич Булатов. |                       |           |                    |                                                                            |

| 24 марта 2019 28 тур | Спартак-2 (Москва) | 1:2 (0:1) | Нижний Новгород                | Москва                                                                   |
| 14:30 MSK | Руденко 85′        | отчёт     | 18′ Давыдов · 78′ (пен.) Фомин | Стадион: «Спартак» поле № 4 Зрителей: 350 Судья: А. Анопа (Благовещенск) |
| Спартак-2: Терёшкин, Воропаев, Петрунин, Гапонов, Васильев, Тюнин , Бакалюк, Полубояринов, Фольмер, Маркитесов, Руденко. Запасные: Ермаков, Володкин, Лопатин, Мазуров, Митрога. Главный тренер: Виктор Геннадьевич Булатов. Нижний Новгород: Анисимов , Хайруллов, Морозов, Фёдорив, Абрамов (Абазов, 79), Фомин, Носов (Воробьёв, 62), Аюпов (Хрипков, 69), Игнатович, Палиенко, Давыдов (Делькин, 54). Запасные: Сысуев, Скворцов, Голышев, Салугин, Сергеев. Главный тренер: Дмитрий Николаевич Черышев. |                    |           |                                |                                                                          |

| 30 марта 2019 29 тур | Армавир | 0:0 (0:0) | Спартак-2 (Москва) | Армавир                                                      |
| 16:00 MSK |         | отчёт     |                    | Стадион: «Юность» Зрителей: 2 900 Судья: Е. Кукуляк (Калуга) |
| Армавир: Руденок, Кутин, Концедалов , Тен, Таказов, Безлихотнов (Лаук, 70), Лусикян, Клопков, Поляков (Романенко, 84), Суханов (Гульфов, 63), Мичуренков (Веркашанский, 73). Запасные: Матюша, Герасимов, Мирошниченко, Соловьев, Романенко. Главный тренер: Арсен Борисович Папикян. Спартак-2: Терешкин, Маслов, Гапонов, Петрунин, Воропаев, С. Бакаев (Фольмер, 57), Маслов, Тюнин (Бакалюк, 32), Полубояринов, Маркитесов (Васильев, 46), Руденко, Нимели (Мазуров, 90+). Запасной: Ермаков. Главный тренер: Виктор Геннадьевич Булатов. |         |           |                    |                                                              |

| 7 апреля 2019 30 тур | Спартак-2 (Москва)          | 2:3 (0:1) | Краснодар-2                           | Москва                                                              |
| 14:30 MSK | Руденко 51′ · С. Бакаев 61′ | отчёт     | 32′, 57′ (пен.) Онугха · 81′ Григорян | Стадион: «Спартак» поле № 4 Зрителей: 315 Судья: А. Сухой (Люберцы) |
| Спартак-2: Терёшкин, Воропаев, Маслов, Гапонов, Мамин , Бакалюк, Полубояринов (Васильев, 86), Игнатов (Руденко, 51), Глушенков, Ломовицкий, Нимели (С. Бакаев, 62). Запасные: Ермаков, Петрунин, Володкин. Главный тренер: Виктор Геннадьевич Булатов. Краснодар-2: Адамов, Марков, Голубев (Текучев, 75), Таранов , Бородин, Парадин (Ивашин, 46), Сперцян (Григорян, 46), Черников, Уткин, Кутовой, Онугха (Рзаев, 68). Запасные: Латышонок, Мартынов, Якимов. Главный тренер: Александр Владимирович Нагорный. |                             |           |                                       |                                                                     |

| 13 апреля 2019 31 тур | СКА-Хабаровск | 1:0 (0:0) | Спартак-2 (Москва) | Хабаровск                                                               |
| 10:00 MSK | Базелюк 90+4′ | отчёт     |                    | Стадион: «им. Ленина» Зрителей: 4 117 Судья: Л. Верулидзе (Владикавказ) |
| СКА-Хабаровск: Генералов, Приндета (Буйволов, 68), Суслов, Хомуха, Никифоров , Квеквескири, Алейник, Кабутов, Камешс (Базелюк, 46), Булия, Казанков (Радченко, 73). Запасные: Соромытько, Ненахов, Гарбуз, Черевко, Максименко, Кабаев. Главный тренер: Алексей Николаевич Поддубский. Спартак-2: Шитов, Маслов, Гапонов, Мамин , Воропаев, Бакалюк, Полубояринов (Лопатин, 81), Бакаев, Фольмер (Васильев, 75), Нимели, Руденко. Запасные: Ермаков, Тюнин, Митрога, Актисов. Главный тренер: Виктор Геннадьевич Булатов. |               |           |                    |                                                                         |

| 20 апреля 2019 32 тур | Спартак-2 (Москва)                                    | 4:0 (1:0) | Мордовия (Саранск) | Москва                                                              |
| 16:00 MSK | Нимели 31′ · Маслов 47′ · Руденко 67′ · С. Бакаев 70′ | отчёт     |                    | Стадион: «Спартак» поле № 4 Зрителей: 400 Судья: И. Панин (Дмитров) |
| Спартак-2: Шитов, Маслов, Гапонов, Петрунин, Васильев (Актисов, 46), Бакалюк, Сазонов, С. Бакаев, Фольмер (Рудковский, 62), Руденко (Володкин, 75), Нимели (Лопатин, 73). Запасные: Ермаков, Митрога. Главный тренер: Виктор Геннадьевич Булатов. Мордовия: Кобзев, Юсупов, Лебедев (Деревягин, 74), Климов (Руслан Мухаметшин, 32), Сухарев , Ятченко, Орлов, Соболев, Адаев (Рустем Мухаметшин, 58), Петров, Поярков (Дворецков, 50). Запасные: Шебанов, Навлетов, Ермаков. Главный тренер: Марат Фяридьевич Мустафин. |                                                       |           |                    |                                                                     |

| 24 апреля 2019 33 тур | Тюмень           | 1:2 (1:2) | Спартак-2 (Москва)         | Тюмень                                                               |
| 15:00 MSK | Милосавлев 45+3′ | отчёт     | 32′ С. Бакаев · 37′ Нимели | Стадион: «Геолог» Зрителей: 800 Судья: И. Низовцев (Нижний Новгород) |
| Тюмень: Бучнев, Бем, Милосавлев (Карпов, 66), Васиев (Докучаев, 83), Фомин, Леонтьев, Глухов, Маринкович (Шакуро, 46), Гордюшенко (Щербак, 65), Рябокобыленко, Чудин . Запасные: Вамбольт, Лихачёв, Бардыбахин, Маргиев, Теленков, Вотинов. Главный тренер: Горан Алексич. Спартак-2: Шитов, Маслов (Лопатин, 78), Петрунин, Актисов, Воропаев, Сазонов, Бакалюк, Рудковский (Полубояринов, 57), С. Бакаев (Фольмер, 75), Руденко , Нимели (Володкин, 90+1). Запасной: Ермаков. Главный тренер: Виктор Геннадьевич Булатов. |                  |           |                            |                                                                      |

| 28 апреля 2019 34 тур | Спартак-2 (Москва)          | 2:2 (0:1) | Тамбов                           | Москва                                                                   |
| 14:00 MSK | С. Бакаев 47′ · Фольмер 85′ | отчёт     | 45′ Аппаев · 90+1′ (пен.) Обухов | Стадион: «Спартак» поле № 4 Зрителей: 525 Судья: В. Сельдяков (Балашиха) |
| Спартак-2: Шитов, Воропаев, Мамин, Петрунин, Сазонов, Бакалюк, Рудковский (Маркитесов, 78), Полубояринов, С. Бакаев (Фольмер, 70), Руденко (Актисов, 88), Нимели (Лопатин, 90). Запасные: Ермаков, Васильев. Главный тренер: Виктор Геннадьевич Булатов. Тамбов: Шелия, Чистяков, Горбатюк, Рыбин, Муйя Бенито (Галиулин, 46), Кашчелан (Мурнин, 74), Клёнкин (Обухов, 62), Чуперка, Килин, Аппаев (Альшин, 63), Мамтов. Запасные: Вавилин, Овсиенко, Чернышов, Хосонов. Главный тренер: Александр Витальевич Григорян. |                             |           |                                  |                                                                          |

| 4 мая 2019 35 тур | Чертаново (Москва) | 1:0 (0:0) | Спартак-2 (Москва) | Москва                                                                                  |
| 16:00 MSK | Горшков 62′        | отчёт     |                    | Стадион: Спортивный городок «Лужники» Зрителей: 1 700 Судья: Л. Верулидзе (Владикавказ) |
| Чертаново: Ломаев (Радионов, 46), Бартасевич, Солдатенков , Паршиков, Ежов, Колесниченко (Никулин, 83), Витюгов, Пруцев, Горшков, Сарвели (Тюменцев, 89), Прудников (Цыпченко, 71). Запасные: Кондаков, Редькович, Михайлов, Надольский, Великородный, Молачнов. Главный тренер: Игорь Витальевич Осинькин. Спартак-2: Шитов, Воропаев, Маслов, Петрунин, Сазонов, Бакалюк, Рудковский (Фольмер, 65), С. Бакаев (Маркитесов, 76), Полубояринов (Васильев, 83), Руденко , Нимели (Лопатин, 86). Запасные: Ермаков, Актисов, Володкин. Главный тренер: Виктор Геннадьевич Булатов. |                    |           |                    |                                                                                         |

| 11 мая 2019 36 тур | Луч (Владивосток)            | 2:0 (0:0) | Спартак-2 (Москва) | Владивосток                                                   |
| 10:00 MSK | Гордиенко 53′ · Визнович 74′ | отчёт     |                    | Стадион: «Динамо» Зрителей: 1 700 Судья: С. Васильев (Ижевск) |
| Луч: Котляров, Марущак, Пономаренко, Насадюк , Степанец, Кротов, Дзахов (Часовских, 81), Павленко, Визнович (Царикаев, 76), Хлебородов (Васильев, 90), Гордиенко (Калугин, 86). Запасные: Ткачёв, Постухов, Белунов. Главный тренер: Рустем Агзамович Хузин. Спартак-2: Шитов, Рудковский (Володкин, 88), Воропаев, Маслов, Петрунин, Сазонов, Бакалюк, Бакаев (Маркитесов, 66), Фольмер (Васильев, 78), Руденко , Нимели (Актисов, 88). Запасной: Ермаков. Главный тренер: Виктор Геннадьевич Булатов. |                              |           |                    |                                                               |

| 19 мая 2019 37 тур | Томь (Томск)     | 2:1 (0:1) | Спартак-2 (Москва) | Томск                                                          |
| 12:00 MSK | Ставпец 60′, 84′ | отчёт     | 39′ Фольмер        | Стадион: «Труд» Зрителей: 3 965 Судья: В. Сельдяков (Балашиха) |
| Томь: Смирнов, Шумских , Пенчиков, Эдиев, Каккоев, Бугаев, Шалаев, М. Андреев (Тлупов, 57), Ставпец, Гасилин (Гвинейский, 82), Абдулавов (Сасин, 71). Запасные: Сальников, Мелихов, Карымов, Мануйлов, Запрягаев, И. Андреев, Макурин, Кудряшов, Крапухин. Главный тренер: Василий Владимирович Баскаков. Спартак-2: Шитов, Воропаев, Маслов, Мамин, Петрунин, Сазонов (Актисов, 90+1), Бакалюк, Полубояринов, Фольмер (Прошляков, 61), Рудковский, Руденко (Бакаев, 46). Запасные: Ермаков, Васильев, Маркитесов. Главный тренер: Виктор Геннадьевич Булатов. |                  |           |                    |                                                                |

| 25 мая 2019 38 тур | Спартак-2 (Москва) | 1:1 (0:1) | Сочи             | Москва                                                               |
| 15:00 MSK | Нимели 53′         | отчёт     | 14′ (авт.) Мамин | Стадион: «Спартак» поле № 4 Зрителей: 480 Судья: Е. Кукуляк (Калуга) |
| Спартак-2: Шитов, Воропаев, Маслов, Мамин , Васильев (Сунгатулин, 74), С. Бакаев (Прошляков, 65), Сазонов, Бакалюк, Фольмер, Рудковский (Полубояринов, 46), Нимели. Запасные: Ермаков, Миронов, Моргунов, Тиуб. Главный тренер: Виктор Геннадьевич Булатов. Сочи: Солдатенко, Маргасов, Почивалин, Бычков, Юрганов, Песегов , Саламатов, Косянчук (Калугин, 76), Бахтияров, Касаев (Горбунов, 46), Альфред (Лагатор, 55). Запасные: Зайцев, Калайджян. Главный тренер: Александр Васильевич Точилин. |                    |           |                  |                                                                      |